# Carl Wery

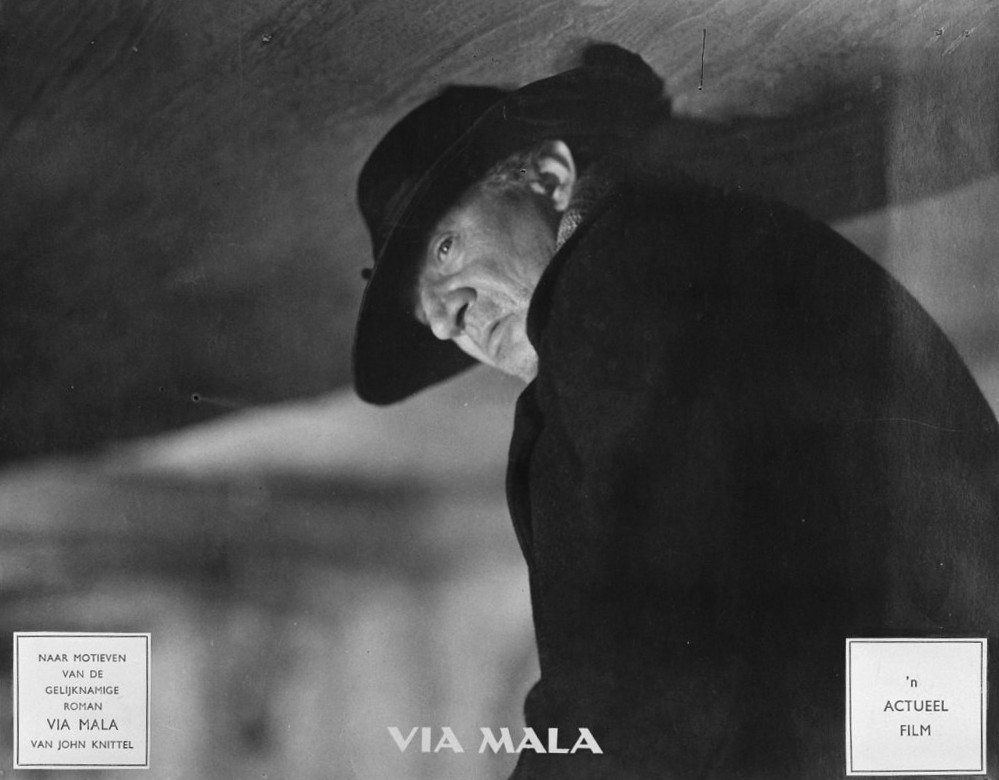
Carl Wey i filmen Via Mala 1945.

Carl Wery, född 7 augusti 1897 i Trostberg, död 14 mars 1975 i München, var en tysk skådespelare. Wery medverkade i ett 60-tal långfilmer och en handfull TV-produktioner under åren 1933-1965. Han medverkade även frekvent i radioteater.

## Filmografi, urval
- 1933 – Mirakelkvinnan
- 1942 – Kleine Residenz
- 1945 – Via Mala
- 1951 – Du tog min kärlek
- 1952 – Heidi